# Чемпионат Европы по конькобежному спорту 1902
Чемпионат Европы по конькобежному спорту 1902 года — десятый чемпионат Европы, который прошёл 18 – 19 января в Давосе (Швейцария). Чемпионат проводился на четырёх дистанциях: 500, 1500, 5000 и 10000 метров. В соревнованиях принимали участие только мужчины — 9 конькобежцев из 7 стран. Абсолютным победителем чемпионата Европы стал Йохан Шварц (Норвегия). Россию на чемпионате представлял финский конькобежец Франц Ватен.

## Результаты чемпионата
| место | спортсмен         | страна                        | 500 м        | 1500 м       | 5000 м     | 10000 м     |
| ----- | ----------------- | ----------------------------- | ------------ | ------------ | ---------- | ----------- |
| 1     | Йохан Шварц       | Норвегия                      | 48,4 (3)     | 2.26,0 (1)   | 8.51,2 (1) | 18.09,4 (1) |
| (2)   | Рудольф Гундерсен | Норвегия                      | 46,4 (1)     | 2.26,6 (2)   | 8.54,0 (2) | 18.41,0 (2) |
| (3)   | Франц Ватен       | Великое княжество Финляндское | 47,0 (2)     | 2.34,6 (4)   | 9.09,4 (3) | 18.44,0 (3) |
| (4)   | Франц Шиллинг     | Австрия                       | 50,2 (5)     | 2.32,6 (3)   | 9.20,4 (5) | 19.02,2 (5) |
| (5)   | Ян Греве          | Нидерланды                    | 49,0 (4)     | 2.49,0 Ф (6) | 9.11,6 (4) | 18.58,4 (4) |
| Б/М   | Жорж де Стоппани  | Франция                       | 50,2 (5)     | 2.39,2 (5)   | 9.43,0 (6) | –           |
| Б/М   | Чарльз Эдгингтон  | Великобритания                | 1.04,6 Ф (9) | –            | 9.59,6 (7) | –           |
| Б/М   | Филипп Сен        | Франция                       | 54,0 (7)     | –            | –          | –           |
| Б/М   | Фердинанд Бёллинг | Германия                      | 1.00,8 Ф (8) | 2.51,0 Ф (7) | –          | –           |

## Ссылка
Результаты конькобежного спорта с 1887 года и по наши дни, анг.